# Collège de Narbonne

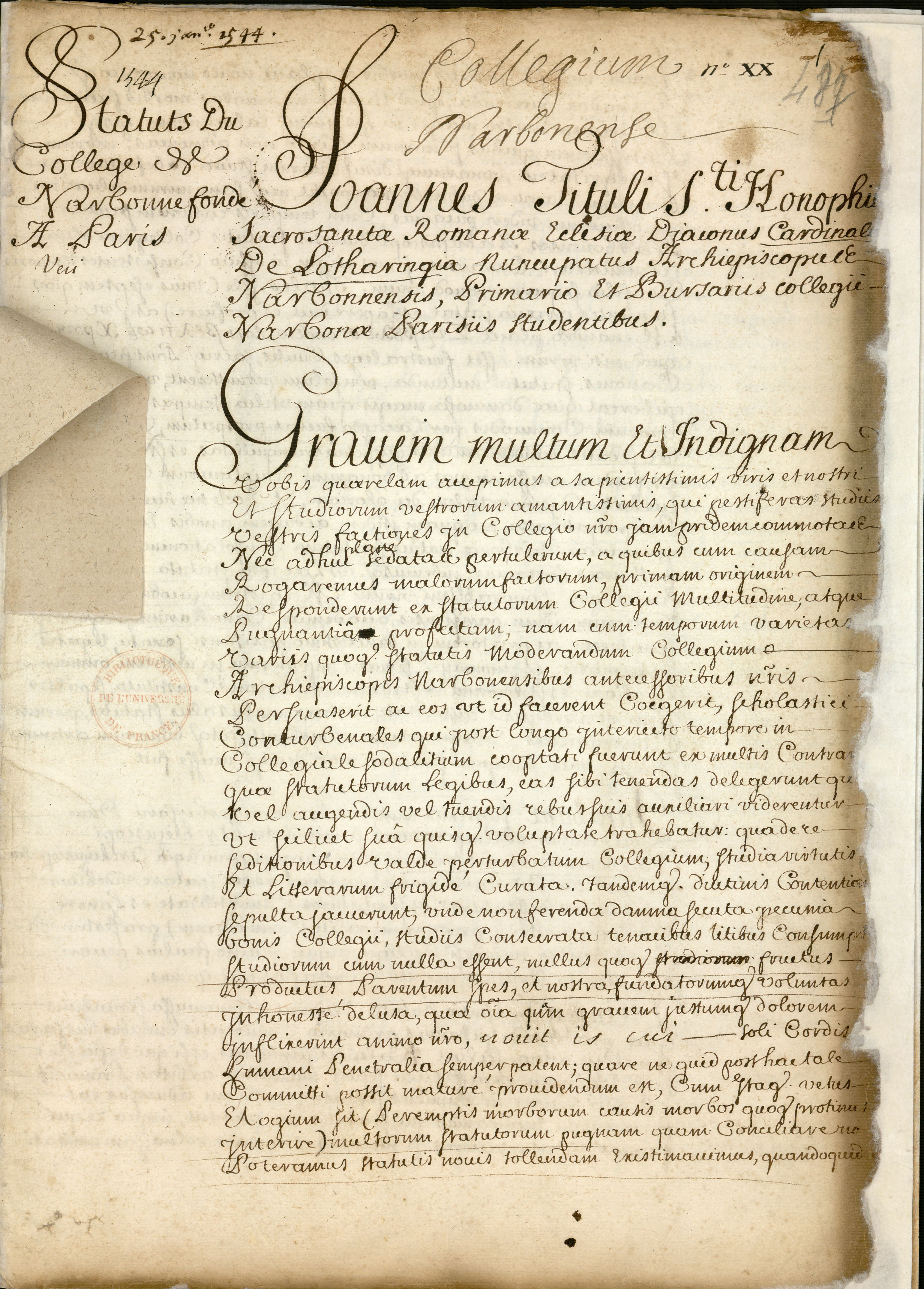
Fondation et statuts du collège de Narbonne, Lateinisches Manuskript in einem 738 Blätter umfassenden Register, das den Gründungen und Statuten der Kollegien gewidmet ist, 17. Jahrhundert, Bibliothèque universitaire de la Sorbonne.

Das Collège de Narbonne war ein Kolleg der Universität von Paris.
Es wurde 1317 in der Rue de la Harpe von Bernard de Fargues, dem Erzbischof von Narbonne, gegründet, um neun Studenten aus seiner Diözese aufzunehmen. Die Einkünfte des Priorats Notre-Dame de Marceille in Limoux wurden ihm bis zum 18. Jahrhundert zugeschrieben.
Der spätere Papst Clemens VI., Pierre Roger, studierte hier und finanzierte später das Kolleg. Im Jahr 1544 zählte man dort 16 Stipendiaten. Danach ging es bergab. 1760 wurde es wieder hergestellt und von der Universität erworben, doch als es 1763 mit dem Collège Louis-le-Grand zusammengelegt wurde, zählte es nur noch einen Stipendiaten.
Das Musée Condé in Chantilly besitzt ein Werk von Olivier Maillard, La Confession, gedruckt 1481, A Paris, au collège de Narbonne. Es ist kein anderes Buch bekannt, das aus den Druckpressen dieser Druckerei hervorgegangen wäre.